# Dorfkirche Lindenberg (Ahrensfelde)

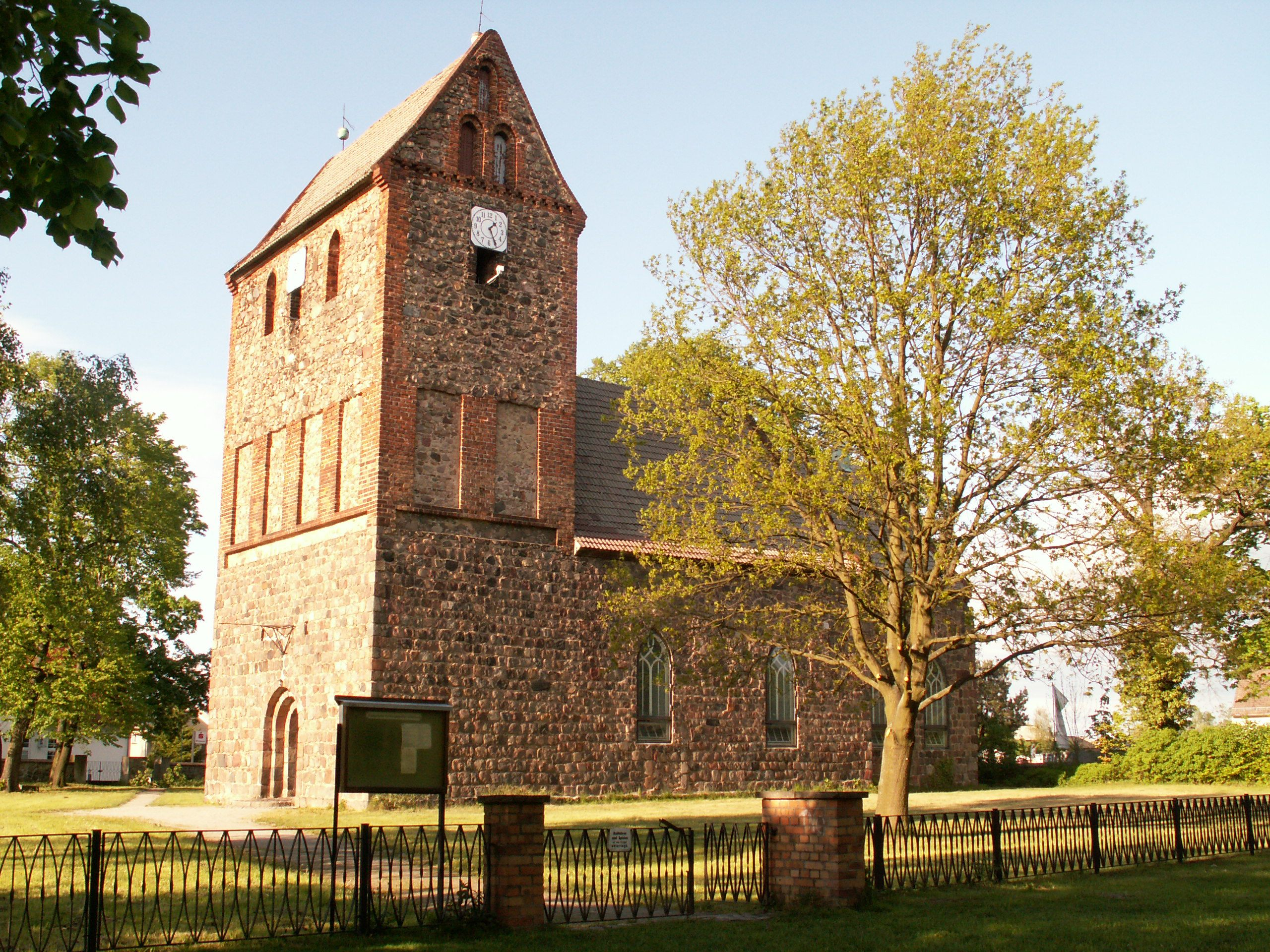
Dorfkirche Lindenberg (Ahrensfelde)

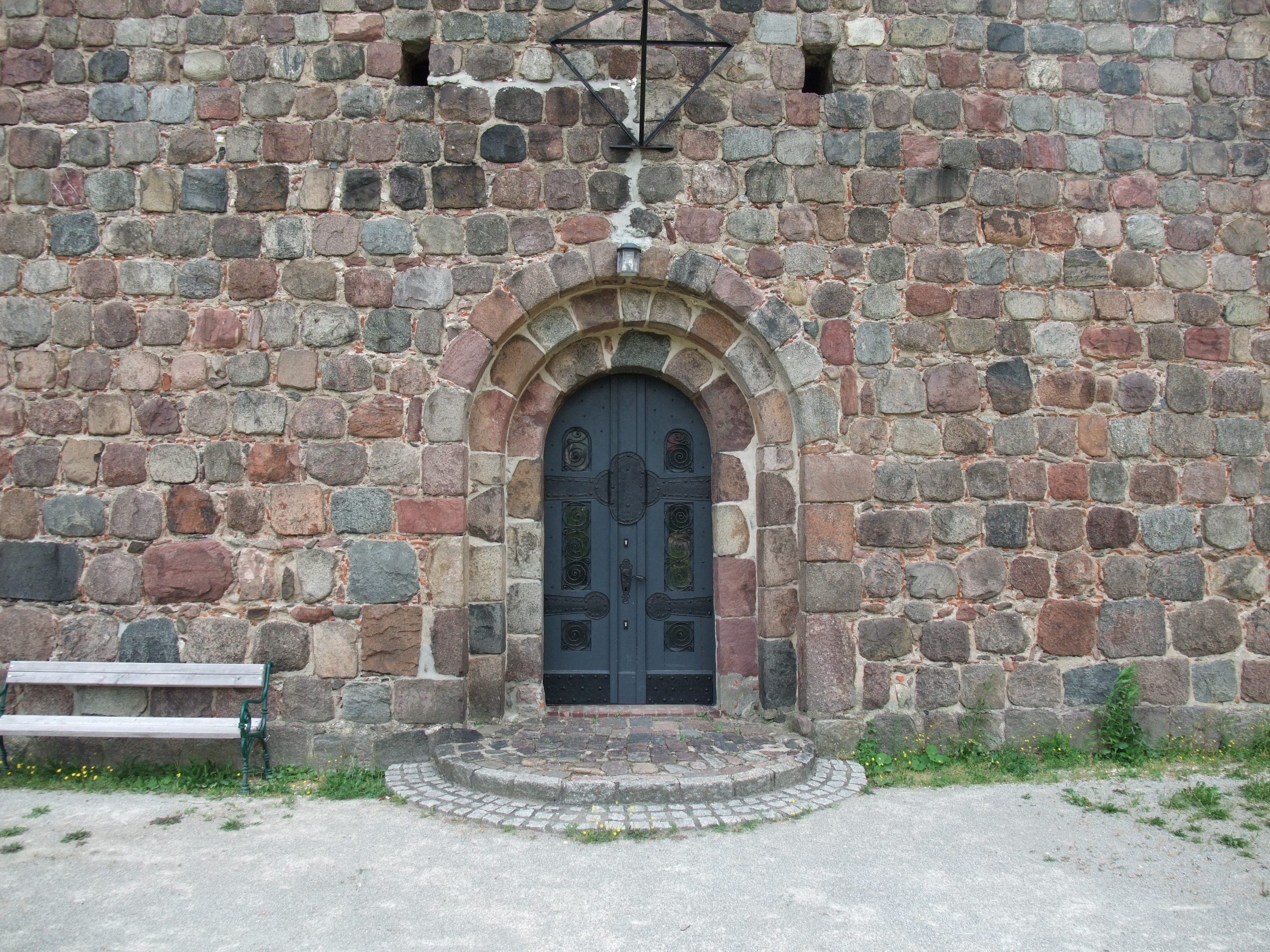
Westportal

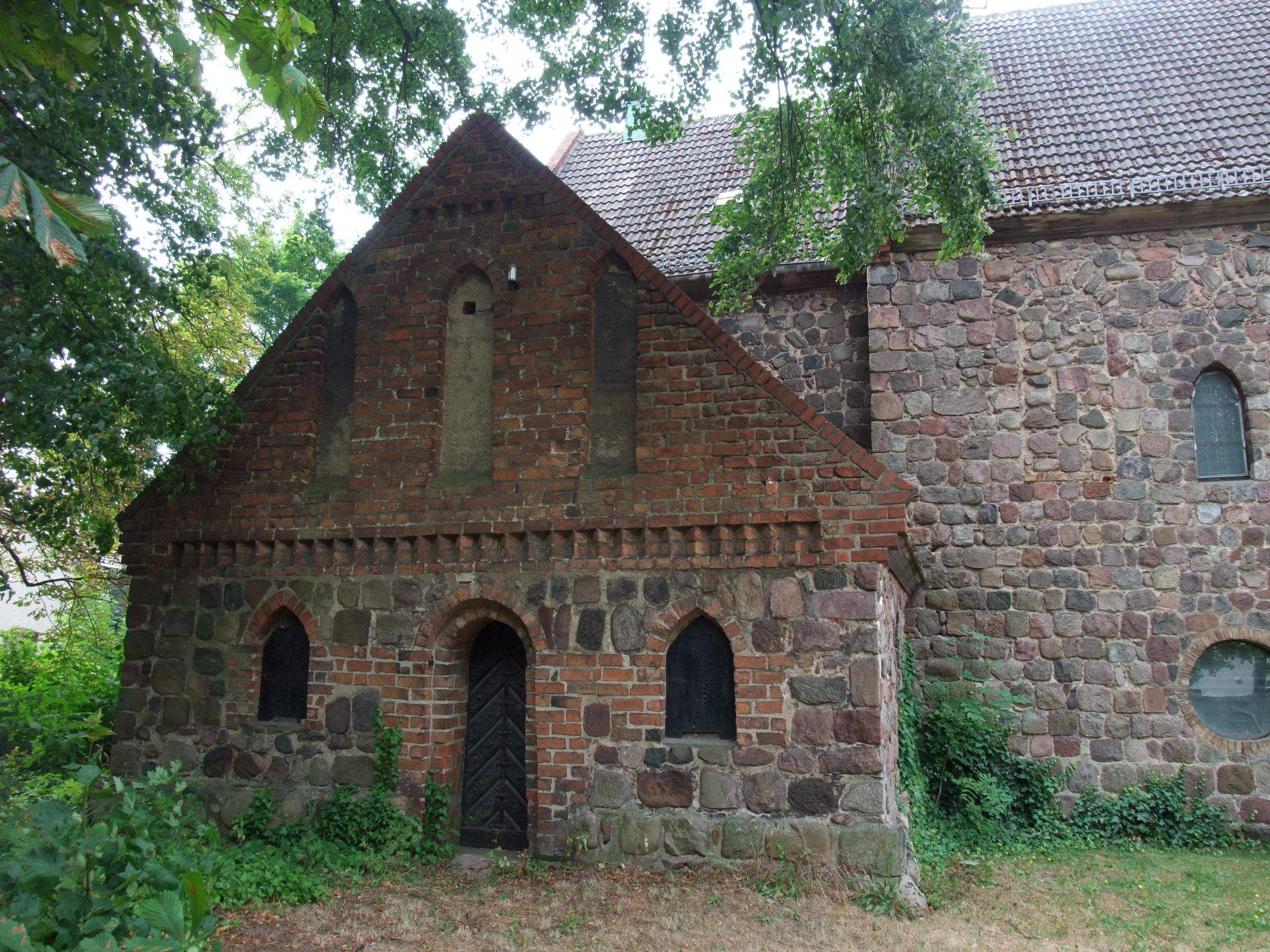
Sakristei

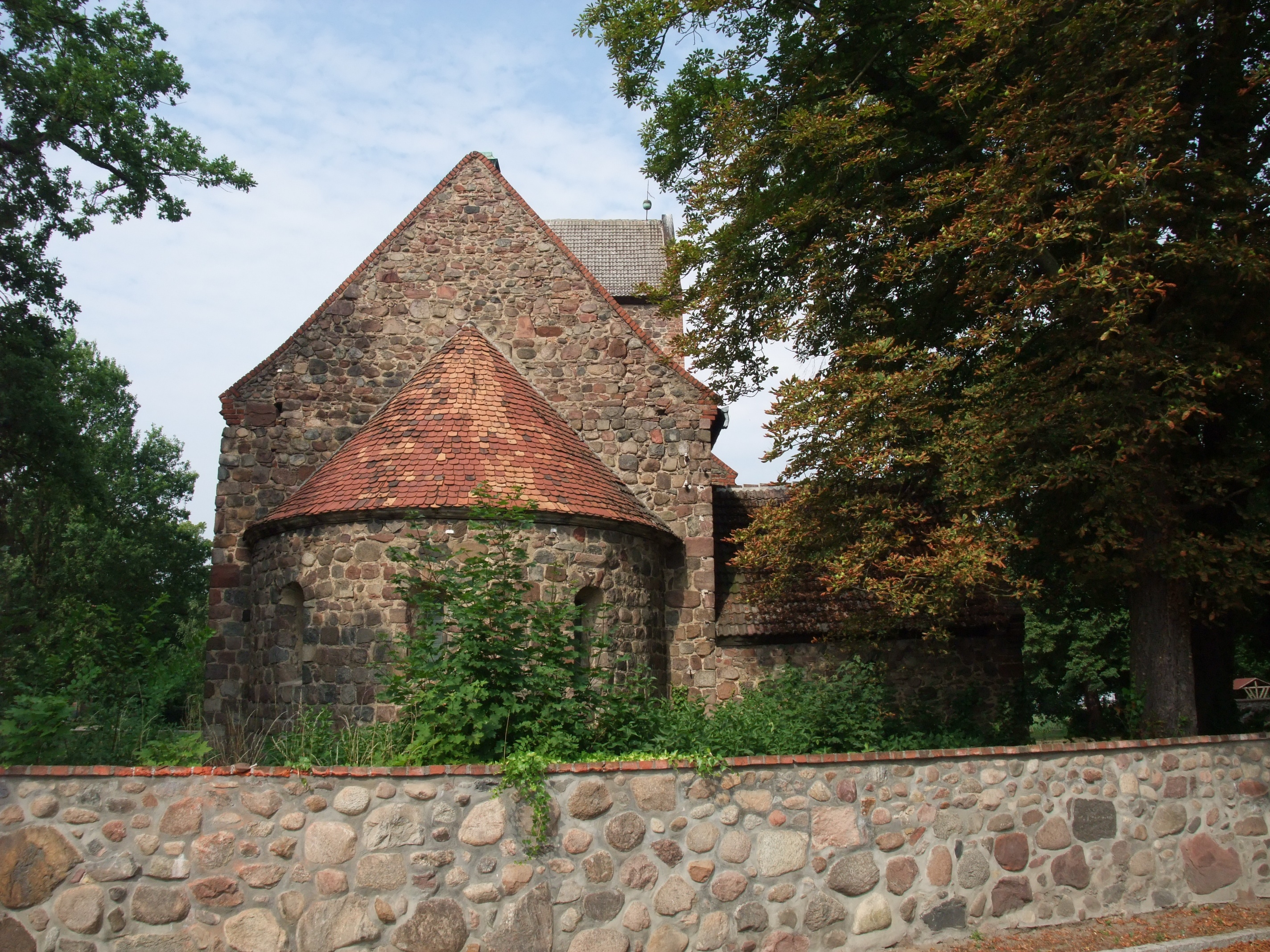
Ansicht von Osten

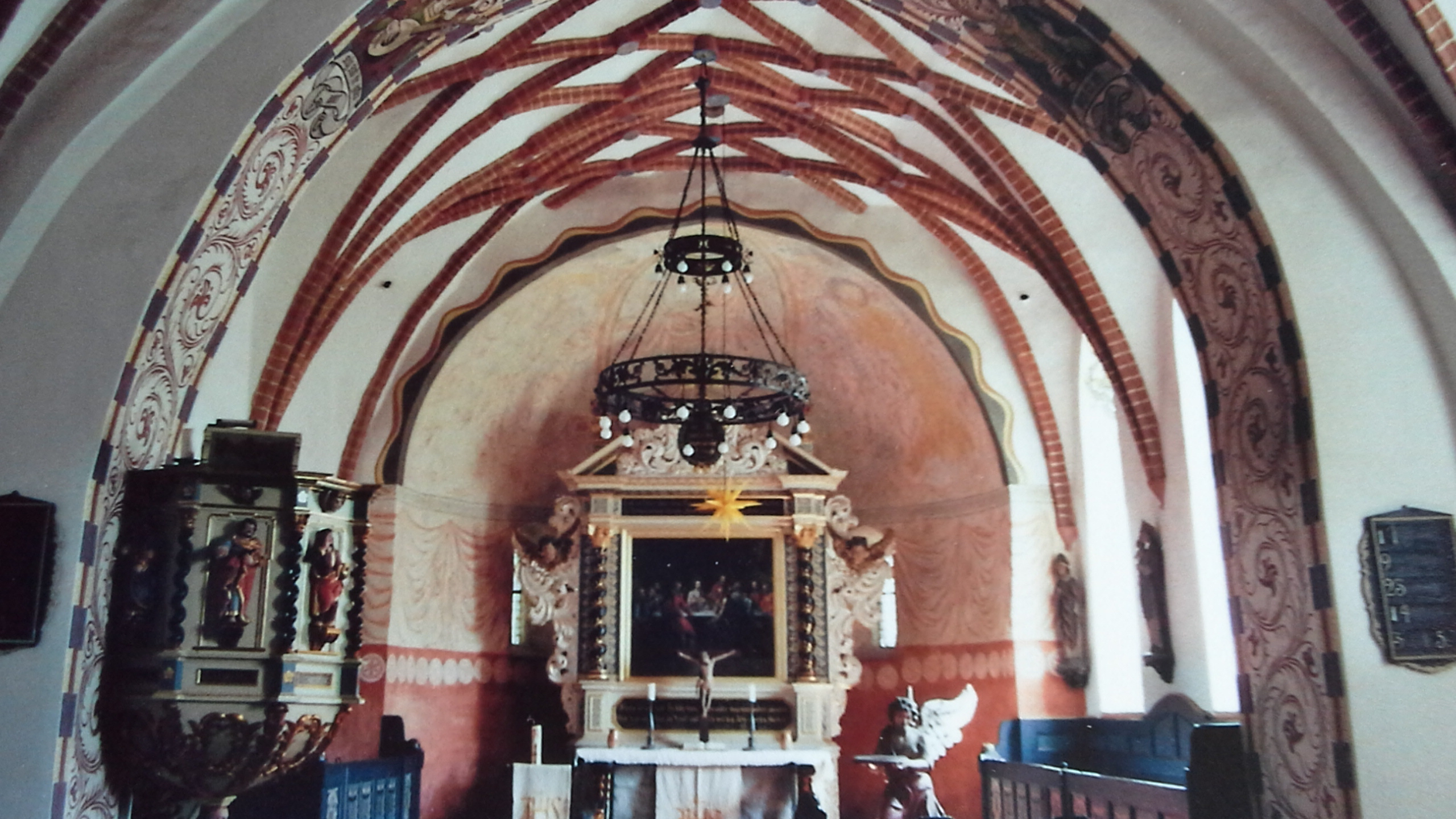
Blick zum Altar und zur Kanzel

Die evangelische Dorfkirche Lindenberg ist eine ursprünglich spätromanische, später gotisch umgebaute Feldsteinkirche im Ortsteil Lindenberg von Ahrensfelde im Landkreis Barnim in Brandenburg. Sie gehört zur Kirchengemeinde Blumberg im Kirchenkreis Berlin Nord-Ost der Evangelischen Kirche Berlin-Brandenburg-schlesische Oberlausitz und kann nach Anmeldung besichtigt werden.

## Geschichte und Architektur
Die Kirche ist ein Feldsteinsaal mit eingezogenem Chor, Apsis und stattlichem Westquerturm aus der 1. Hälfte des 13. Jahrhunderts und wurde im 15. Jahrhundert eingewölbt. Der Turmoberteil aus unregelmäßigem Mauerwerk mit Satteldach stammt wahrscheinlich aus dem 14. Jahrhundert. Nördlich am Chor ist eine spätgotische Sakristei mit schlichtem Blendengiebel angebaut, die 1860 bis 1864 und 1911 sowie 1983 bis 1989 innen restauriert wurde. Bis auf die Apsisfenster wurden alle Öffnungen 1860 bis 1864 spitzbogig vergrößert und im Norden zwei Kreisfenster eingebrochen; die hochliegenden schmalen Rundbogenfenster waren bereits bei der Einwölbung zugesetzt worden.
Im Westen wird die Kirche durch ein dreifach gestuftes Rundbogenportal erschlossen; das Süd- und das Nordportal sind vermauert. Am Turmoberteil, das vermutlich aus dem 14. Jahrhundert stammt, sind Ecken, Rechteckblenden, Schallöffnungen und Giebelblenden in Backstein ausgeführt. Innen wird der Raum durch zugespitzte Chor- und Apsisbogen gegliedert. In Chor und Schiff sind reiche Netzgewölbe mit Birnstabrippen eingezogen, im Schiff auf sechs figürlichen Konsolen, im Chor auf einfachen Kegelkonsolen und mit bemalten Schlusssteinen. Die Schiffswände sind durch spitzbogige Schildbögen verstärkt, die Rundbogenöffnung zum Turm ist bis auf eine Tür vermauert. 
In der Apsiskalotte findet sich eine 1916 freigelegte, durch den Maler Wilhelm Richter-Rheinsberg stark ergänzte Wandmalerei mit Christus als Weltenrichter zwischen Engeln und Maria und Johannes aus der Zeit um 1450, in einer späten Variante des Weichen Stils unter böhmischem Einfluss (vergleichbar mit der Figurenkomposition in der Marienkirche Strausberg). Die ornamentale Ausmalung (Triumphbogen, Fensterlaibungen, Gestühl) und die Verglasung der Südfenster wurden 1911 in teilweise barockisierenden Formen geschaffen.

## Ausstattung
Der hölzerne Altaraufsatz aus dem Jahr 1694 zeigt eine Akanthuskartusche im gesprengten Dreiecksgiebel und kurzen Schranken; das Abendmahlsbild ist von gewundenen Säulen gerahmt, in den Akanthuswangen sind geflügelte Engelsköpfe angeordnet. Eine farbig gefasste Holzkanzel aus dem Jahr 1702 wird von einer Petrusfigur getragen, am fünfseitigen Korb sind Figuren Christi und der Evangelisten zwischen gedrehten Ecksäulchen angebracht. Ein feingearbeiteter Taufengel aus der Zeit um 1700 wurde 1911 restauriert und zu einer knienden Figur umgearbeitet. Das hölzerne Altarkruzifix stammt aus dem 16. Jahrhundert. Reste von Gestühl aus dem 17. Jahrhundert sind erhalten. 
Die Westempore mit bemalten Brüstungsfeldern und vorgezogener Mitte und Seitenteilen stammt aus dem 17. Jahrhundert und wurde 1911 erneuert. Die Orgel mit einem barock gestalteten Prospekt von 1911 mit Schnitzwangen ist ein Werk von Wilhelm Müller aus dem Jahr 1863 mit zehn Registern auf einem Manual und Pedal und wurde 2005 durch Dieter Noeske restauriert. An der Chorsüdwand stehen drei Schnitzfiguren aus der Zeit um 1470: Madonna, Maria Magdalena und ein Bischof; an der Chornordwand eine Schnitzfigur einer Anna selbdritt vom Ende des 15. Jahrhunderts, die sämtlich neu gefasst wurden.
Zu den liturgischen Gefäßen gehören eine Taufschüssel aus Messing aus dem 16. Jahrhundert, ein Kelch und eine Oblatendose aus Silber von 1807. Ein Leuchterpaar aus Zinn stammt aus dem Jahr 1818. Drei mittelalterliche Glocken stammen aus dem 14. bis 16. Jahrhundert.